# Bezrobocie średniookresowe
Bezrobocie średniookresowe – rodzaj bezrobocia, który obejmuje osoby pozostające bez pracy przez czas od 3/4 do 6 miesięcy.